# San Giuseppe el porta la merenda in del fazzulett e san Michel la porta in ciel

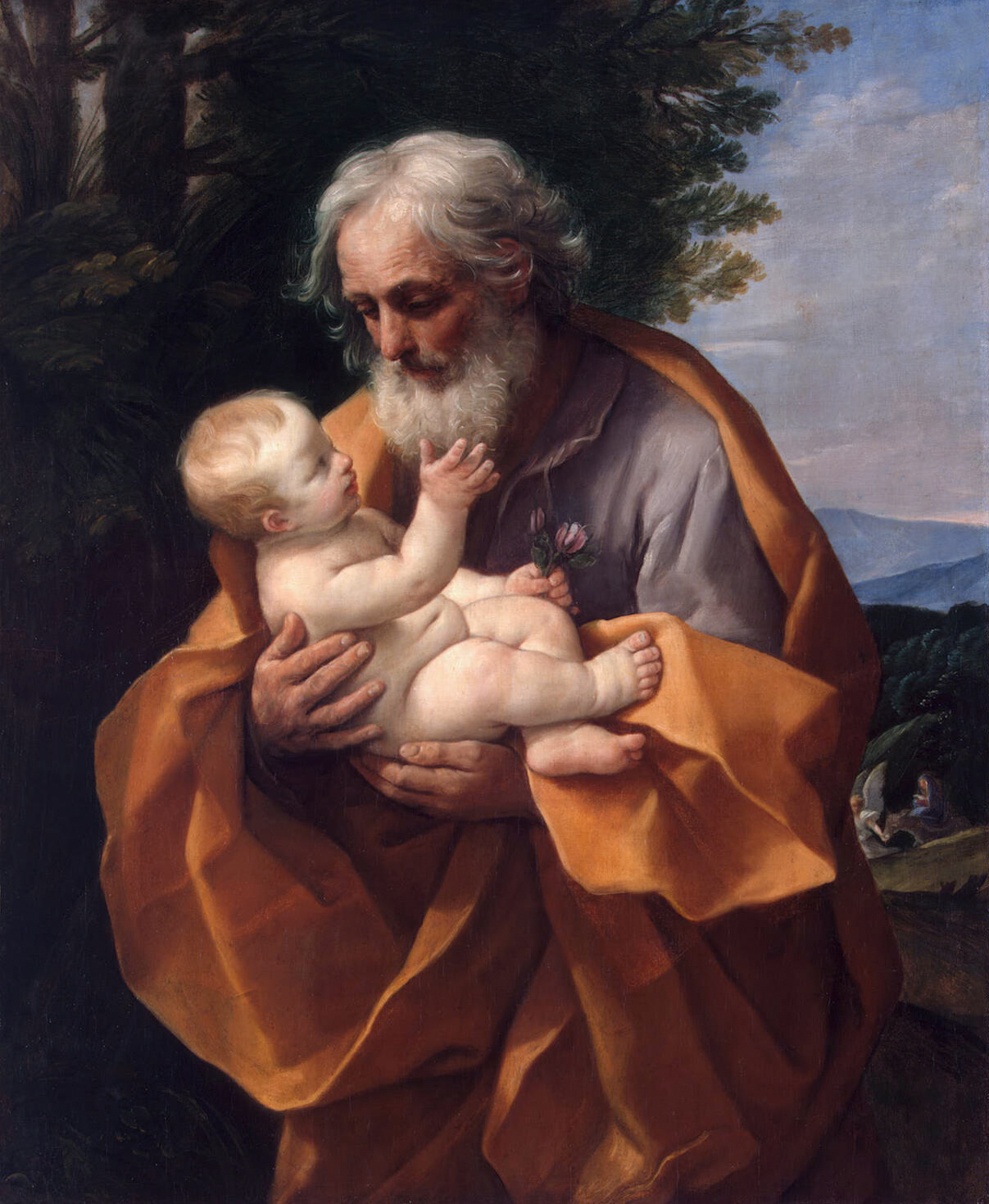
Guido Reni: San Giuseppe con il Bambino, olio su tela, Ermitage, San Pietroburgo.

San Giuseppe el porta la merenda in del fazzulett e san Michel la porta in ciel ("San Giuseppe porta la merenda nel fazzoletto, san Michele la porta in cielo"), è un proverbio popolare dialettale lombardo che fa riferimento a una festività religiosa, legata a una serie di riti e usanze antichi.

## La merenda di san Giuseppe
La festività di san Giuseppe ricorre il 19 marzo e viene celebrata con grande solennità (fino al 1977 il giorno di San Giuseppe, Festa del papà, era in Italia giorno festivo; la sua festività fu soppressa in quell'anno). In molte città, per l'occasione, vengono allestiti mercati e fiere, dove è possibile assaggiare le cosiddette "frittelle di riso di san Giuseppe". 

La festa è stata istituita intorno al XIII secolo, ma alcuni studiosi hanno rilevato molte affinità con la festa degli artifices dedicata a Minerva, che si celebrava nell'antica Roma.
Il giorno di san Giuseppe coincide con il momento favorevole alle merende fuori casa, e soprattutto sui campi di lavoro, visto che il tempo consente il prolungamento dell'attività fino a tarda ora. Al giorno di san Michele (29 settembre) questa usanza tende ovviamente ad affievolirsi.

## Idem per San Gregorio
Un proverbio del tutto simile, ancorché più sintetico, è presente nella lingua veneta, solo che invece di far riferimento alla ricorrenza di San Giuseppe, lo fa a quella di San Gregorio Magno, celebrata, sia pur nel calendario tridentino, il 12 marzo, cioè una settimana prima di quella di San Giuseppe. Eccolo:
(dialettale veneto)
("San Gregorio, la merenda sul lavoro, san Michele, la merenda in cielo"). 

Vale per questo proverbio veneto quanto detto dianzi per l'equivalente lombardo.